# Suróvtsev
Suróvtsev (en rus: Суровцев) és un poble (un possiólok) de l'óblast d'Oriol, a Rússia, segons el cens del 2010 tenia 434 habitants, és la seu administrativa del districte homònim.